# Glockner
Glockner, skupina Glockner (německy  Glocknergruppe)) je horská skupina v Centrálních Východních Alpách, respektive v Centrálních krystalických Alpách. Tvoří nejvyšší část Vysokých Taur. Ve skupině Glockner leží jedny z nejvyšších hor Východních Alp. Nejvyšším vrcholem skupiny je Grossglockner (3 798 m), nejvyšší hora Rakouska. Skupina Glockner leží ve střední části Východních Alp, na území rakouských spolkových zemí Salcbursko, Tyrolsko a Korutany.
Oblast je součástí Národního parku Vysoké Taury.

## Geografie
Skupina Glockner (číslo 40 na mapě) leží mezi dalšími horskými skupinami Vysokých Taur. Západně leží Granatspitze (39), východně skupina Goldberg (42) a jižně Schober (41). Na severu odděluje údolí řeky Salzach severozápadně ležící Kitzbühelské Alpy (34) a severovýchodně ležící Salcburské Alpy (12).

## Vysoké Taury

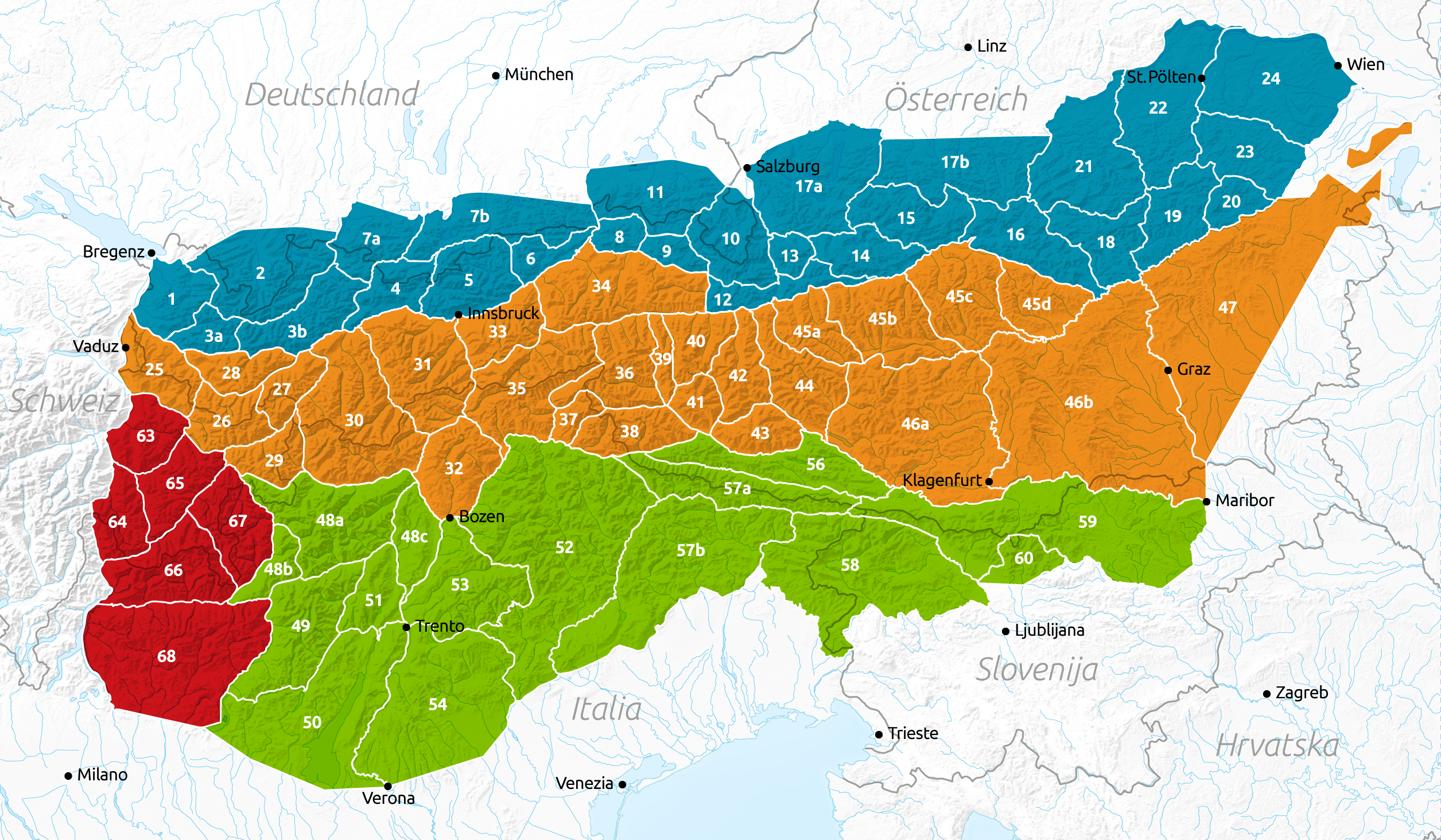
Členění Východních Alp podle AVE (Klasifikace Alpinského klubu)

Vysoké Taury se skládají celkem z devíti horských skupin:
- 36/ Venediger, Grossvenediger (3 662 m)
- 37/ Rieserferner, Collalto (3 436 m)
- 38/ Villgraten, Weisse Spitze (2 962 m)
- 39/ Granatspitze, Grosser Muntanitz (3 232 m)
- 40/ Glockner, Grossglockner (3 798 m)
- 41/ Schober, Petzeck (3 283 m)
- 42/ Goldberg, Hocharn (3 254 m)
- 43/ Kreuzeck, Polinik (2 784 m)
- 44/ Ankogel, Hochalmspitze (3 360 m)

## Hlavní vrcholy skupiny Glockner
- Grossglockner (3 798 m)
- Kleinglockner (3 770 m)
- Glocknerwand (3 721 m)
- Teufelshorn (3 680 m)
- Grosses Wiesbachhorn (3 564 m)
- Romariswandköpfe (3 511 m)
- Teufelskamp (3 511 m)
- Schneewinkelkopf (3 476 m)
- Johannisberg (3 453 m)
- Eiskögele (3 426 m)